# Tymieniec-Kąty
Tymieniec-Kąty – część wsi Tymieniec w Polsce, położona w województwie wielkopolskim, w powiecie kaliskim, w gminie Szczytniki.
W latach 1975–1998 Tymieniec-Kąty należał administracyjnie do województwa kaliskiego.